# ゼネヴレード
ゼネヴレード（伊: Zenevredo）は、イタリア共和国ロンバルディア州パヴィーア県にある、人口約500人の基礎自治体（コムーネ）。

## 地理

### 位置・広がり

#### 隣接コムーネ
隣接するコムーネは以下の通り。
- アレーナ・ポー
- ボズナスコ
- モントゥ・ベッカリーア
- ストラデッラ

### 気候分類・地震分類
気候分類では、zona E, 2832 GGに分類される。
また、イタリアの地震リスク階級 (it) では、zona 3 (sismicità bassa) に分類される
。

## 行政

### 分離集落
ゼネヴレードには、以下の分離集落（フラツィオーネ）がある。
- Campagnasso, Casa Gramegna, Cascina Vecchia, Fontanelle, Orzola, Poalone, Poggio Pelato